# Jyoti Randhawa
Jyoti Randhawa (* 4. Mai 1972 in New Delhi) ist ein indischer Profigolfer der Asian Tour.
Der Sohn eines pensionierten Armeegenerals wurde im Jahr 1994 Berufsgolfer und war 2002 der erste Inder, der die Geldrangliste der Asian Tour gewinnen konnte. Dabei hatte Randhawa im März jenes Jahres einen schweren Motorradunfall und musste wegen eines Schlüsselbeinbruches bis August aussetzen. Von 2005 bis 2010 war er auch auf der European Tour spielberechtigt, nachdem er bei den renommierten Johnnie Walker Classic 2004 einen zweiten Platz erreichen konnte.
Randhawa vertrat sein Land einmal beim mittlerweile aufgelassenen Dunhill Cup und viermal beim World Cup. Er stand zweimal in der siegreichen asiatischen Mannschaft beim Dynasty Cup und spielte einmal bei der Royal Trophy in Asiens Auswahl. 
Im Jahr 2005 wurde er mit dem Arjuna Award, einer staatlichen Ehrung für Indiens beste Sportler, ausgezeichnet.
Randhawa ist seit 2001 mit der indischen Schauspielerin Chitrangada Singh, der Schwester seines Berufskollegen Digvijay Singh, verheiratet und lebt in New Delhi. Neben dem Motorradfahren frönt er auch dem Reitsport und betreibt regelmäßig Yoga, was ihm besonders bei der Rekonvaleszenz nach seinem Unfall geholfen hat.

## Turniersiege
Asian Tour
- 1998: Hero Honda Masters, Indien
- 1999: Hero Honda Masters, Indien
- 2000: Wills Indian Open, Singapore Open
- 2004: Volvo Masters of Asia
- 2006: Hero Honda Indian Open
- 2007: Hero Honda Indian Open
- 2009: Singha Thailand Open

Japan Golf Tour
- 2003: Suntory Open

Andere
- 2006: BILT Open (Indien)

## Teilnahmen an Teambewerben
- Alfred Dunhill Cup (für Indien): 1999
- World Cup (für Indien): 2005, 2007, 2008, 2009
- Dynasty Cup (für Asien): 2003 (Sieger), 2005 (Sieger)
- Royal Trophy (für Asien): 2006